# ナタリー・ン
ナタリー・ン（呉 文忻、簡体字: 呉 文忻, 拼音: Wú Wénxīn。1974年10月17日 - ）は、香港の女優。所属事務所はワンドル・プロダクション。社長である蕭定一自らマネージメントを手がけている。

## 出演作品

### テレビドラマ
すべてTVBが製作・放映したもの
- 2000年：京城教一 - 譚雪 役
- 2001年：勇探實録 - 許思詠 役
- 2004年：功夫足球 - 夏炎炎 役
- 2006年：街市的童話 - 王秋崎 役

### 映画
- 2000年：『偸吻』 Un Baiser Vole
- 2001年：『終極強奸：獣性誘惑』 Crimes of a Beast
- 2002年：『現代女性』 Lings Story
- 2002年：『我愛夏日長』 Don't Let the Sun Go Down
- 2003年：『新紮師姐』 Brush Up My Sisters
- 2005年：『飄移凶間』 Demoniac Flash
- 2006年：『死心・不息』 Love Scene - カレン 役
- 2007年：『一樓一鬼』 House of the Invisibles
- 2001年：『内有惡警』
- 『子夜狂奔』
- 『新紮師姐：不安全地帯』
- 『一夜驚情』
- 『失憶』

## 番組司会
- 2007年：『「峰」生水起精讀班』（香港ケーブルテレビ）
- 2008年：『今日法庭』（亜州電視）